# Sakier
Sakier eller satansapor (Chiropotes) är ett släkte av primater som tillhör familjen Pitheciidae. I släktet finns fem arter. Det vetenskapliga namnet är bildat av det grekiska ordet för hand och det latinska ordet för dricka.

## Utbredning
Arter av detta släkte lever i norra Sydamerika. De förekommer i södra Venezuela, Guyana, Surinam och Franska Guyana samt i norra och mellersta Brasilien.

## Utseende
Sakier kännetecknas av skäggliknande hår vid käkar, hals och bröst. Skäggen är tydligast hos hannarna. Pälsen är mörk och tät. Svansen bär päls över hela längden och används för att hålla balansen. Kroppen med huvudet inkluderat men utan svans är mellan 32 och 51 cm lång och vikten ligger mellan 2 och 4 kg. Svanslängden motsvarar ungefär övriga kroppens längd.

## Levnadssätt
Dessa primater är aktiva på dagen och lever i träd i regnskogen. När sakier sover klamrar de sig fast vid en tjockare gren och har svansen vriden kring kroppen. De använder nästan aldrig samma träd två nätter i rad. Ibland lever de ihop med andra primater som kapuciner och dödskalleapor. Revirets storlek varierar mellan 0,7 och 3,5 km². När de rör sig framåt använder de alla fyra extremiteter. Dessa djur lever i grupper med 18 till 30 individer. Kommunikationen i gruppen sker med olika ljud som liknar fåglarnas sång eller kvitter.

### Föda
Sakier äter huvudsakligen frukt, men äter även blad, knoppar, nötter och andra växtdelar samt insekter eller andra mindre ryggradslösa djur. De dricker ofta genom att stoppa sin hand i en vattenfylld ananasväxt.

### Fortplantning
En gång om året, ofta i februari–mars eller augusti–september, föder honan en enda unge. Dräktigheten varar cirka fem månader. Efter tre månader blir ungen mer självständig och kort därefter sluter honan att ge di. Sakier blir könsmogna efter ungefär fyra år. De kan bli upp till 15 år gamla.

## Systematik
Enligt Wilson & Reeder (2005) utgörs släktet av fem arter:
- pälsen hos vitnossaki eller vitnosad satansapa (Chiropotes albinasus) är svart över nästan hela kroppen. Bara den röda näsan och överläppen är täckta av vita hår. Arten listas som starkt hotad (endangered) på grund av förstörelsen av deras levnadsområde.
- arten satansapa (Chiropotes satanas) har mörk päls över hela kroppen. Huvudet, extremiteterna och svansen är svarta och alla andra kroppsdelar mörkbruna. På grund av avskogning i deras territorium räknas arten av IUCN som akut hotad (critically endangered).
- Chiropotes chiropotes kännetecknas av en rödaktig rygg. Arten lever i Venezuela och Brasilien. Den listas som livskraftig (least concern).
- Chiropotes israelita beskrevs först 2003 vetenskapligt. Denna art lever vid floden Rio Negro i Amazonflodens vattensystem. Den listas inte än av IUCN.
- Chiropotes utahickae lever i östra delen av Amazonflodens slättland och räknas av IUCN som starkt hotad.